# زندگی فاجعه‌بار سایکی کی
زندگی فاجعه‌بار سایکی کی (به انگلیسی: The Disastrous Life of Saiki K.) مجموعه مانگا ژاپنی به نویسندگی و تصویرگری شویچی آسو است که پس از انتشار چند چپتر وان شات بین سال ۲۰۱۰ تا ۲۰۱۱، به صورت مانگا در هفته‌نامه شونن جامپ از می ۲۰۱۲ تا فوریه ۲۰۱۸ منتشر شد. مجموعه تلویزیونی انیمه اقتباس شده از این اثر ساخته استودیو جی.سی.استاف از ژوئیه ۲۰۱۶ تا دسامبر ۲۰۱۸ پخش شد. همچنین یک فیلم لایو اکشن به کارگردانی یویچی فوکودا و با بازی کنتو یامازاکی در اکتبر ۲۰۱۷ به اکران درآمد. فصل بعدی انیمه در دسامبر ۲۰۱۹ در نتفلیکس منتشر شد.

## داستان
کوسو سایکی یک دانش‌آموز دبیرستانی است که رازی خارق‌العاده دارد - او دارای طیف وسیعی از قدرت‌های فراادراکی مانند دورجنبی و دورنوردی است. با این وجود تمام تلاش خود را می‌کند تا قدرت‌هایش را از همه در مدرسه پنهان کند و می‌خواهد یک زندگی معمولی و آرام داشته باشد. اما در طول زندگی روزمره خود مجبور می‌شود که به‌طور محتاطانه از قدرت‌های خود برای عبور از چالش‌هایی که با آن مواجه است استفاده کند. در طول راه، او با انبوهی از افراد منحصر به فرد روبرو می‌شود که هر کدام مجموعه ای از مشکلات خود را دارند.